# Departamento de San Carlos (Chile)
| Departamento de San Carlos | Departamento de San Carlos                       |
| -------------------------- | ------------------------------------------------ |
| Cabecera:                  | San Carlos                                       |
| Superficie:                | km²                                              |
| Habitantes:                | hab                                              |
| Comunas/ Subdelegaciones:  | - San Carlos - Ñiquén - San Fabián - San Nicolás |
|                            |                                                  |

| Departamento de San Carlos | Departamento de San Carlos |
| -------------------------- | --- |
| Cabecera:                  | San Carlos |
| Superficie:                | km² |
| Habitantes:                | hab |
| Densidad:                  | hab/km² |
| Subdelegaciones:           | - 1a Alameda - 2a El Estero - 3a Virhuinco - 4a Semita - 5a San Gregorio - 6a Rucachoro - 7a Toquigua - 8a La Maravilla - 9a San Nicolás - 10a Dadinco - 11a Isla de santa Isabel - 12a San fabián |
| Municipalidades:           | - capital departamental: - San Carlos - otras municipalidades (1891) - San Fabián (1891) - San Gregorio (1891) - San Nicolás (1891)                                                                |
| Ubicación                  | |
|                            | |

El Departamento de San Carlos fue una antigua división territorial de Chile, que pertenecía a la Provincia de Maule. La cabecera del departamento fue San Carlos. Fue creado a partir del Partido de San Carlos, que correspondía al territorio al norte del río Ñuble, del antiguo Partido de Chillán. Por ley del 2 de febrero de 1848 fue unido con el departamento de Chillán, para formar la Provincia de Ñuble. 

## Límites
El Departamento de San Carlos limitaba:
- al norte con el Departamento de Cauquenes y el Departamento de Parral.
- al oeste con el Departamento de Itata.
- al sur con el Departamento de Chillán.
- Al este con la Cordillera de Los Andes

## Administración
La administración estuvo en San Carlos, en donde se encontraba la Gobernación Departamental. Para la administración local del departamento se encuentra, además, la Ilustre Municipalidad de San Carlos.
El 22 de diciembre de 1891, mediante el Decreto de Creación de Municipalidades (establecido en virtud de la Ley de Comuna Autónoma) se crean las siguientes comunas y municipalidades:
- Municipalidad de San Fabián, con sede en San Fabián, administrando las subdelegaciones 4a Semita y 12a San Fabián, del departamento con los límites que les asigna los decretos del 12 de noviembre de 1866 y del 5 de enero de 1885.
- Municipalidad de San Gregorio, con sede en San Gregorio, administrando las subdelegaciones 3a Virhuinco y 5a San Gregorio y 6a Rucachoro, del departamento con los límites que les asigna el decreto del 12 de noviembre de 1866.
- Municipalidad de San Nicolás, con sede en San Nicolás, administrando las subdelegaciones 7a Toquihua, 8a la Maravilla, 9a San Nicolás y 10a Dadinco del departamento con los límites que les asigna el decreto del 12 de noviembre de 1866.

Las subdelegaciones 1a Alameda, 2a El Estero y 11a Isla de Santa Isabel del departamento con los límites que les asigna los decretos del 12 de noviembre de 1866 y 5 de enero de 1885 son administradas por la Ilustre Municipalidad de San Carlos

## Subdelegaciones
De acuerdo a los decretos del 12 de noviembre de 1866 y del 5 de enero de 1885, las siguientes son las subdelegaciones:
- 1a Alameda
- 2a El Estero
- 3a Virhuinco
- 4a Semita (Zemita)
- 5a Rucachoro
- 6a San Gregorio
- 7a Toquihua (Toquilma)
- 8a La Maravilla
- 9a San Nicolás
- 10a Dadinco
- 11a Isla de Santa Isabel
- 12a San Fabián

## Comunas y subdelegaciones (1927)
De acuerdo al DFL 8583 en el departamento se crean las siguientes comunas y subdelegaciones:
- San Carlos, que comprende las antiguas subdelegaciones 1.a Alameda, 2.a El Estero, 7.a Toquihua y 11.a Isla de Santa Isabel.
- Ñiquén, que comprende las antiguas subdelegaciones 3.a Virhuín, 5.a San Gregorio y 6.a Rucachoro.
- San Fabián, que comprende las antiguas subdelegaciones 4.a Zemita y 12.a San Fabián, y la parte del actual departamento de Chillán, que queda comprendida dentro de los límites del departamento de San Carlos.
- San Nicolás, que comprende las antiguas subdelegaciones 8.a La Maravilla, 9.a San Nicolás y 10.a Dadinco.